# آستون مارتین دی‌بی۶
آستون مارتین دی‌بی۶ (Aston Martin DB6) خودرویی است که در سال‌های ۱۹۶۵–۱۹۶۷ مجموعاً به تعداد ۱۰۲۳ دستگاه تولید شده‌است.
این استون مارتین در فیلم سینمایی گلدفینگر از سری فیلم‌های جیمز باند باند نیز حضور داشت.
این خودرو در کلاس خودرو اسپورت قرار گرفته و طراحی آن خودروهای موتور جلو-محور عقب بوده وزن آن در حالت طبیعی ۳٬۲۵۰ پوند (۱٬۴۷۴ کیلوگرم) است.
موتور آن ۳۹۹۵ سی‌سی و گیربکس پنج سرعته دستی یا سه سرعته اتوماتیک برای آن قابل سفارش بوده است.